# کوله‌خاس (سرده)
سردهٔ کوله‌خاس (نام علمی: Ruscus) نام یک سرده از گیاهان گلدار است. درختچه‌هایی با ریزوم‌های رونده و شاخه‌هایی شبیه برگ‌های سبز و تیغ‌دار پهن بوده، در حالیکه برگ‌های حقیقی به صورت فلس‌های کوچک غشایی هستند. گل‌ها از قسمت میانی شاخه‌های پهن (برگ‌ها) خارج می‌شوند که بسیار کوچک و مایل به سبزند ولی این گل‌های کوچک به میوه‌های سته نسبتاً بزرگ یک دانه‌ای و به رنگ قرمز تبدیل می‌گردند. این جنس در حدود ۷ گونه دارد که در نواحی مدیترانه تا قفقاز و جنگل‌های خزر پراکنده است و در ایران فقط یک گونهٔ آن به نام کوله‌خاس گرگانی (نام علمی: Ruscus hyrcanus) یافت می‌شود.

## گونه‌ها
- کوله‌خاس گرگانی Ruscus hyrcanus
- کوله‌خاس
- Ruscus colchicus
- Ruscus hypoglossum
- Ruscus hypophyllum
- Ruscus microglossus
- Ruscus streptophyllum [۲]